# Погост Еленга
Погост Еленга — упразднённое село в Вологодском районе Вологодской области.
Входило в состав Новленского сельского поселения (с 1 января 2006 года по 8 апреля 2009 года входило в Березниковское сельское поселение), с точки зрения административно-территориального деления — в Березниковский сельсовет.
Расстояние до районного центра Вологды по автодороге — 97 км, до центра муниципального образования Новленского по прямой — 18 км. Ближайшие населённые пункты — Бобровское, Билибино, Меньшовское, Минино, Кобелево, Лукинское, Прибытково, Ларькино.
По данным переписи в 2002 году постоянного населения не было.
9 января 2021 года упразднено.